# Fenolleda
Fenolleda ist eines von elf Parroquias in der Gemeinde Candamo der autonomen Region Asturien in Spanien. Grullos, der Hauptort der Gemeinde, ist 4,5 Kilometer entfernt.

## Sehenswertes
- Kapelle Nuestra Señora in Santoseso
- Kirche Santa María

## Feste und Feiern
- 8. Juni in Valdemora die „Fiesta de Santo Espíritu“
- 12. August in Santoseso die „Fiesta de La Derrota“

## Dörfer und Weiler im Parroquia
- Beifar – unbewohnt 2011 - 43° 28′ 9″ N, 6° 5′ 45″ W
- Fenolleda – 27 Einwohner 2011 - 43° 27′ 57″ N, 6° 4′ 55″ W
- Santa Eulalia – 6 Einwohner 2011
- Espinosa – 13 Einwohner 2011 - 43° 27′ 41″ N, 6° 4′ 41″ W
- Fontebona – 1 Einwohner 2011
- Ricabo – 4 Einwohner 2011
- Santoseso – 101 Einwohner 2011 43° 27′ 46″ N, 6° 5′ 48″ W
- Valdemora – 60 Einwohner 2011 - 43° 28′ 24″ N, 6° 3′ 41″ W